# Idiocerus maintiranus
Idiocerus maintiranus är en insektsart som beskrevs av Evans 1954. Idiocerus maintiranus ingår i släktet Idiocerus och familjen dvärgstritar. Inga underarter finns listade i Catalogue of Life.